# Chloropsis lazulina
Chloropsis lazulina är en fågelart i familjen bladfåglar inom ordningen tättingar. Den behandlas vanligen som del av orangebukig bladfågel (Chloropsis hardwickii), men urskiljs av vissa som egen art.

## Utbredning och systematik
Fågeln förekommer i östra och sydöstra Asien och delas in i två underarter med följande utbredning:
- C. l. melliana – högländer i södra Kina (från Guizhou och Guangxi österut till Zhejiang), centrala Laos samt norra och centrala Vietnam (i syd till södra Annam)
- C. l. lazulina – högländer på Hainan

### Artstatus
Fågeln kategoriseras vanligen som del av orangebukig bladfågel (Chloropsis hardwickii), men urskiljs sedan 2016 som egen art av Birdlife International och IUCN.

## Status och hot
Arten har ett stort utbredningsområde och en stor population, men tros minska i antal till följd av habitatförstörelse, dock inte tillräckligt kraftigt för att den ska betraktas som hotad. Internationella naturvårdsunionen IUCN kategoriserar därför arten som livskraftig (LC). Världspopulationen har inte uppskattats.